# Феодосийский район
Феодоси́йский райо́н (укр. Феодосійський район, крымскотат. Kefe rayonı, Кефе районы) — номинально образованная административно-территориальная единица Автономной Республики Крым Украины и бывший район Крымской АССР, существовавший в 1920-х годах.

## История
В большинстве доступных источников, включая «Историю городов и сёл Украинской ССР», датой основания района указан октябрь 1924 года. Есть основания полагать, что район создан преобразованием в октябре 1924 года Владиславовского района. Тогда же, в свете декрета ВЦИК от 4 сентября 1924 года «Об упразднении некоторых районов Автономной Крымской С.С.Р.» в состав района включили территорию упразднённого Старо-Крымского района. На 1926 год, согласно Списку населённых пунктов Крымской АССР по Всесоюзной переписи 17 декабря 1926 года, район включал 353 населённых пункта.
На 1 октября 1931 года население района составило 34570 человек в 164 населённых пунктах. В свете постановления ВЦИК РСФСР от 30 октября 1930 «О реорганизации сети районов Крымской АССР» 15 сентября 1931 года Феодосия была выделена в самостоятельную административную единицу, а Феодосийский район был упразднён.
17 июля 2020 года парламент Украины, не признающий аннексию Крыма Российской Федерацией, принял постановление о новой сети районов в стране, которым предполагается объединить территории Кировского (Ислямтерекского) и Советского (Ичкинского) районов с Феодосийским и Судакским горсоветами в новообразованный Феодосийский район, однако это решение не вступало в силу до «возвращения Крыма под общую юрисдикцию Украины». 9 сентября 2023 года, несмотря на отсутствие контроля над полуостровом, вступили в силу поправки, которые ввели в действие данное постановление в отношении Крыма.

## Административное устройство
В состав района номинально вошли все городские, поселковые и сельские советы административно-территориальных единиц, попавших в границы района. Планируется образование временных территориальных общин с военными администрациями в их главе.